# La Fille de Palerme
Pour plus de détails, voir Fiche technique et Distribution.
La Fille de Palerme (La peccatrice dell'isola) est un film italien réalisé par Sergio Corbucci et Sergio Grieco, sorti en 1954.

## Fiche technique
- Titre original : La peccatrice dell'isola
- Titre français : La Fille de Palerme ou La Garce ou La Pécheresse de l'île[1]
- Réalisation : Sergio Corbucci et Sergio Grieco
- Scénario : Sergio Corbucci, Adriano Bolzoni, Vittoriano Petrilli et Nino Stresa
- Photographie : Bruno Barcarol
- Musique : Carlo Innocenzi
- Production : Tonino Cervi
- Pays d'origine : Italie
- Format : Noir et blanc - Mono
- Genre : Film dramatique
- Date de sortie : 
  - France : 24 février 1954[1]

## Distribution
- Silvana Pampanini : Carla
- Folco Lulli : Don Pietro Ingarsia
- Vittorio Duse : Inspecteur de Santis
- John Kitzmiller : Le pêcheur noir
- Maria Grazia Francia : Maria